# Семейный очаг
«Семейный очаг» (фр. Domicile conjugal) — французский фильм французско-итальянский фильм режиссёра Франсуа Трюффо. Снят в 1970 году кинокомпанией Les Films du Carrosse.
Фильм входит в цикл фильмов, объединённых одним героем, Антуаном Дуанелем. Цикл начинается полуавтобиографическим фильмом «Четыреста ударов» и продолжается в таких фильмах, как «Антуан и Колетт» (новелла в фильме «Любовь в 20 лет», 1962), «Украденные поцелуи» (1968), «Семейный очаг», «Сбежавшая любовь» (1979).
Франсуа Трюффо:

Посмотрев «Украденные поцелуи», Анри Ланглуа сказал мне : «Я бы хотел продолжения. Я бы хотел узнать о семейной жизни Жан-Пьера и его крошки.»
Оригинальный текст (фр.)Après avoir vu Baisers volés, Henri Langlois m’a dit : «J’aimerais bien qu’il y ait une suite. Je voudrais connaître la vie conjugale de Jean-Pierre et de sa petite femme.»

## Сюжет
Антуан Дуанель (Жан-Пьер Лео) повзрослел и женился на Кристине (Клод Жад). Они вместе живут в квартире на окраине Парижа. У них рождается сын. Антуан изменяет жене с японкой Кёко (Хироко Бергауэр). Кристина выгоняет его из дома. Со временем Кёко интересует Антуана всё меньше.

## В ролях
- Жан-Пьер Лео — Антуан Дуанель
- Клод Жад — Кристина Дуанель
- Даниэль Чеккальди — Люсьен Дарбон
- Клэр Дюамель — мадам Дарбон
- Хироко Бергауэр — Кёко
- Барбара Лаж — Моник, секретарь
- Пьер Фабр — Ромео
- Клод Вега
- Билли Кирнс — Макс
- Даниэль Буланже — Тенор, сосед

## Съёмочная группа
- Режиссёр: Франсуа Трюффо
- Оператор: Нестор Альмендрос
- Сценаристы: Франсуа Трюффо, Клод Де Живрэ, Бернар Ревон
- Продюсер: Франсуа Трюффо
- Художник: Жан Мандаро